# Miguel Gomes (director de cine)

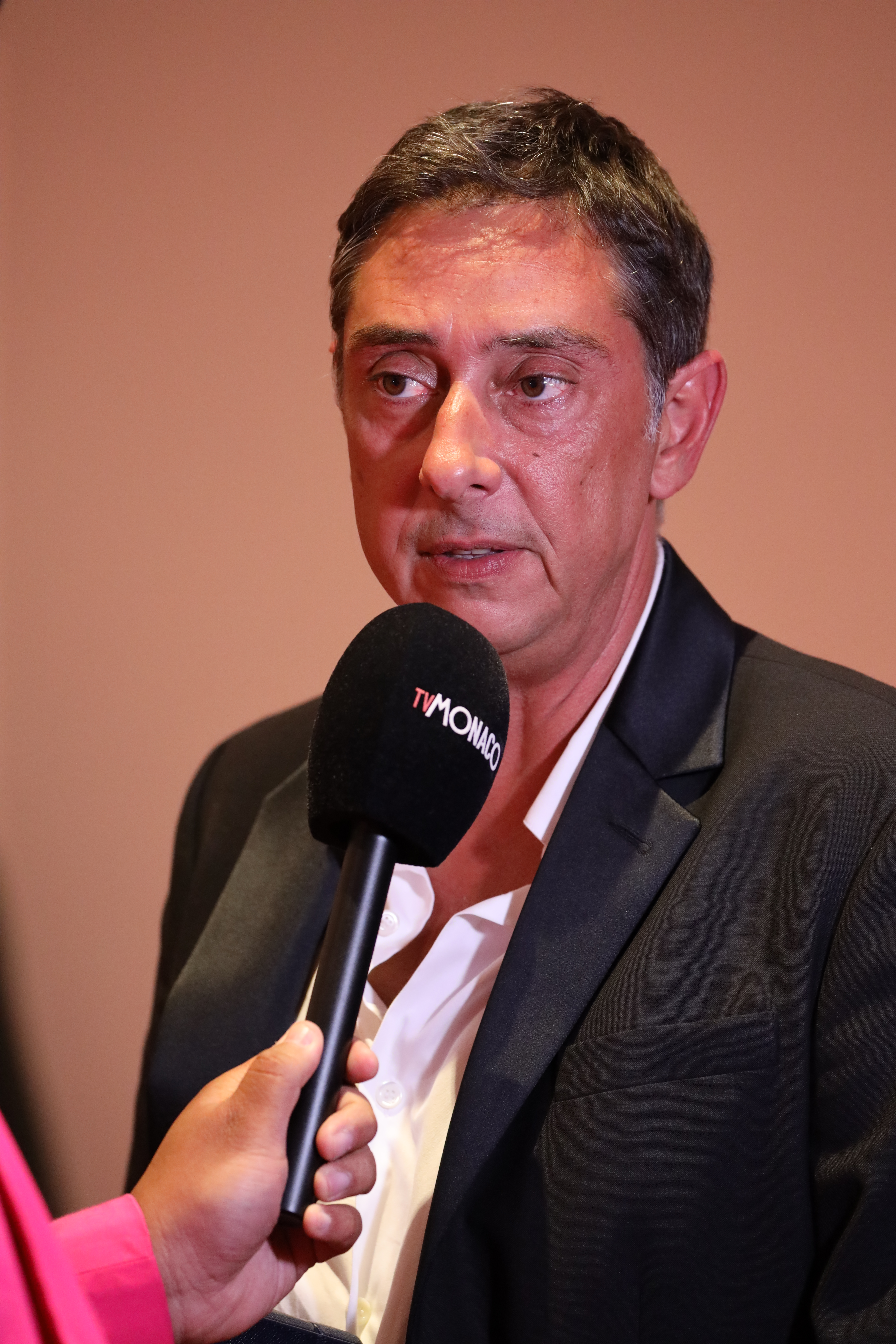
Miguel Gomes en la rueda de prensa de clausura del Festival de Cannes 2024 por su película Grand Tour.

Miguel Gomes (1972, Lisboa, Portugal) es un director de cine portugués. 

## Trayectoria
Miguel Gomes, lisboeta, estudió en la Escuela Superior de Teatro y Cine (ESTC: Escola Superior de Teatro e Cinema) de su ciudad natal.
Trabajó como crítico en la prensa de su país -hizo crítica cinematográfica para el periódico Público- y publicó numerosos artículos de teoría cinematográfica, antes de pasar a dirigir. 
Como director de cine realizó entre otros, el cortometraje Entretanto en 1999 donde ya aparece una mirada muy personal, coreográfica y musical, sobre un trío de adolescentes. Continuó su dirección con otros tres cortos, del que destaca Cántico de las criaturas.
La cara que mereces, de 2004 es un primer largometraje, que se desenvuelve en una especie de cuento sobrenatural. 
El segundo largometraje es Aquel querido mes de agosto, que narra los amores contrariados entre una cantante y su primo, ambientados en el mes de agosto y ambientado con largos tramos con música popular y personajes de la región de Coímbra. 
En 2012 rodó Tabu, que narra también unos amores imposibles y dramáticos, en un idílico Mozambique, y sus secuelas solitarias en la metrópoli al cabo de los años, mostrando lateralmente los efectos adormecedores del colonialismo y la violencia de la descolonización, Una vez más hace uso de la música popular de varios países (incluso de España) como trasfondo.
En 2015 rodó su más ambiciosos proyecto, Las mil y una noches, trilogía que puede verse de manera independiente. Gomes aporta una novedosa creatividad para contar la crisis económica que afecta a Portugal utilizando la fábula para que el espectador disfrute del cuento ni cargarlo de mensajes sociales.

## Filmografía

### Cortometrajes
- 1999 – Entretanto
- 2000 – Inventário de Natal
- 2001 – 31 (actores: Pedro Barão y Carloto Cotta)
- 2002 – Kalkitos
- 2003 – Cântico das Criaturas; Cántico de las criaturas (actores: João Nicolau, Mariana Ricardo, Paolo Manera)

### Largometrajes
- 2004 – A cara que mereces, con los actores José Airosa, Gracinda Nave, Sara Graça.
- 2008 – Aquele querido mês de agosto; Aquel querido mes de agosto, con los actores Sónia Bandeira y Fábio Oliveira.
- 2012 – Tabú, Tabú, protagonizada por Teresa Madruga, Laura Soveral, Ana Moreira, Carloto Cotta y Henrique Espírito Santo.
- 2015 – Trilogía de As Mil e Uma Noites, Trilogía de Las mil y una noches.[3][2]
  - Volumen 1: O Inquieto -El inquieto- (125 minutos),
  - Volumen 2: O Desolado - El desolado- (131 minutos),
  - Volumne 3: O Encantado - El encantado- (125 minutos).
- 2021 – Diários de Otsoga

## Premios obtenidos
- 2008 – Aquel querido mes de agosto Premio FIPRESCI (Viennale)
- 2011 – Aquel querido mes de agosto Cóndor de plata
- 2012 – Tabu Alfred Bauer Award (Festival de Berlín)
- 2012 – Tabu Premio FIPRESCI (Festival de Berlín)
- 2013 – Tabu Premio India Catalina (Festival de Cartagena de Indias)
- 2015 - As mil e uma noites 123  Premio Cineuropa 2015. Santiago de Compostela
- 2018 – Premio Luna de Valencia. Festival Cinema Jove.[4]